# Le Diable et les Dix Commandements
Le Diable et les Dix Commandements is een Franse filmkomedie uit 1962 onder regie van Julien Duvivier.

## Verhaal
De film bestaat uit zeven segmenten. Daarin wordt getoond hoe de duivel er alles aan doet om de mensheid niet te laten leven volgens de tien geboden.

## Rolverdeling
| Acteur           | Personage          |
| ---------------- | ------------------ |
| Michel Simon     | Jérôme Chambard    |
| Lucien Baroux    | Troussemier        |
| Claude Nollier   | Moeder-overste     |
| Françoise Arnoul | Françoise Beaufort |
| Micheline Presle | Micheline Allan    |
| Mel Ferrer       | Philip Allan       |
| Claude Dauphin   | Georges Beaufort   |
| Marcel Dalio     | Juwelier           |
| Charles Aznavour | Denis Mayeux       |
| Lino Ventura     | Garigny            |
| Maurice Biraud   | Louis              |
| Henri Vilbert    | Alexandre          |
| Maurice Teynac   | Vader-abt          |
| Fernandel        | God                |
| Germaine Kerjean | Grootmoeder        |